# Buitinga
Buitinga is een geslacht van spinnen uit de familie trilspinnen (Pholcidae). De wetenschappelijke naam van het geslacht is voor het eerst geldig gepubliceerd in 2003 door Bernhard A. Huber. De naam is een combinatie van de Swahiliwoorden bui (grote spin) en tinga (trillen).
Huber richtte Buitinga op voor een aantal spinnensoorten die waren ontdekt tijdens een uitgebreid inventarisatieproject in de wouden van het Udzungwagebergte in Oost-Afrika.

## Soorten
Het geslacht kent de volgende soorten:
- Buitinga amani Huber, 2003
- Buitinga asax Huber, 2003
- Buitinga buhoma Huber, 2003
- Buitinga ensifera (Tullgren, 1910)
- Buitinga globosa (Tullgren, 1910)
- Buitinga griswoldi Huber, 2003
- Buitinga kadogo Huber, 2003
- Buitinga kanzuiri Huber, 2003
- Buitinga kihanga Huber, 2003
- Buitinga kikura Huber, 2003
- Buitinga lakilingo Huber, 2003
- Buitinga mazumbai Huber, 2003
- Buitinga mbomole Huber, 2003
- Buitinga mulanje Huber, 2003
- Buitinga nigrescens (Berland, 1920)
- Buitinga ruhiza Huber, 2003
- Buitinga ruwenzori Huber, 2003
- Buitinga safura Huber, 2003
- Buitinga tingatingai Huber, 2003
- Buitinga uzungwa Huber, 2003